# Дейв Сіглер
Дейв Сіглер (англ. Dave Siegler; нар. 31 травня 1961) — колишній американський тенісист.
Найвищу одиночну позицію світового рейтингу — 137 місце досяг 26 грудня, 1979, парну — 173 місце — 3 січня, 1983 року.
Найвищим досягненням на турнірах Великого шолома було 2 коло в одиночному та парному розрядах.

## Фінали Гран-прі за кар'єру

### Одиночний розряд: 1 (0–1)
| Результат | W/L | Рік  | Турнір        | Покриття | Суперник  | Рахунок  |
| --------- | --- | ---- | ------------- | -------- | --------- | -------- |
| Поразка   | 0–1 | 1981 | Клівленд, США | Тверде   | Джін Меєр | 1–6, 4–6 |

### Парний розряд: 1 (0–1)
| Результат | W/L | Рік  | Турнір       | Покриття | Партнер   | Суперники              | Рахунок  |
| --------- | --- | ---- | ------------ | -------- | --------- | ---------------------- | -------- |
| Поразка   | 0–1 | 1982 | Мец, Франція | Тверде   | Метт Дойл | Девід Картер Пол Кронк | 3–6, 6–7 |

## Титули на челленджерах

### Парний розряд: (2)
| Ранг | Рік  | Турнір                     | Покриття | Партнер      | Суперники                     | Рахунок       |
| ---- | ---- | -------------------------- | -------- | ------------ | ----------------------------- | ------------- |
| 1.   | 1980 | Руаян, Франція             | Ґрунт    | Роббі Вентер | Ян Гуннарссон Стефан Свенссон | 6–4, 6–4      |
| 2.   | 1980 | Ле-Туке-Парі-Плаж, Франція | Ґрунт    | Роббі Вентер | Ганс Сімонссон Тенні Свенссон | 7–6, 4–6, 6–3 |